# Ангел Мазнеов
Ангел Мазнеов е български революционер, деец на Вътрешната македоно-одринска революционна организация.

## Биография
Роден е в 1863 година в горноджумайското село Градево. Влиза във ВМОРО и става войвода на градевската чета. През 1901 година участва в аферата „Мис Стоун“. Арестуван е и измъчван във връзка с отвличането. Умира през април 1902 година в Градево.